# Башкиров, Дмитрий Александрович
Дмитрий Александрович Башки́ров (1 ноября 1931, Тифлис — 7 марта 2021, Мадрид) — советский и российский пианист и музыкальный педагог. Народный артист РСФСР (1990).

## Биография
Родился 1 ноября 1931 в Тифлисе. Внучатый племянник физиолога Лины Соломоновны Штерн. Заниматься музыкой начал под влиянием бабушки — Анны Соломоновны Штерн (1877—?), выпускницы Кёнигсбергской консерватории по классу фортепиано Ксавера Шарвенки, которая работала  музыкальным педагогом в Тифлисе.
Окончил музыкальную школу в Тбилиси у А. Д. Вирсаладзе; затем уехал продолжать обучение в Москву. Как вспоминает органист Гарри Гродберг, «первое выступление Башкирова, приехавшего в 1950-е годы из Тбилиси в Москву обучаться в консерватории, вызвало настоящую сенсацию».
Обучался игре на фортепиано в Москве у Александра Гольденвейзера. В 1955 году начинающий пианист завоевал Большой приз на конкурсе им. Маргариты Лонг и Жака Тибо в Париже. В 1970 году Башкиров получил от администрации города Цвиккау награду Премия Роберта Шумана. «Как ученик Анастасии Вирсаладзе, окончившей Петербургскую консерваторию у Анны Есиповой, и Александра Гольденвейзера, дружившего со Львом Толстым и Александром Скрябиным, он связывает эпохи», — писала о Башкирове музыкальный критик Ольга Петерсоне.
Окончив аспирантуру, Дмитрий Башкиров стал ассистентом Александра Гольденвейзера. Преподавал в Московской консерватории с 1957 года (с 1977 года — профессор). Его первым учеником была Нелли Акопян-Тамарина.
В 1980—1988 годах — вынужденный перерыв в международной концертной деятельности, связанный с запретом властей СССР на его выезды за рубеж из-за эмиграции дочери Елены, которая вышла замуж за Гидона Кремера и в 1978 году вместе с ним покинула СССР.
Участвовавший в различных ансамблях и дававший сольные концерты, Башкиров был всегда значительной фигурой в культурной жизни Москвы и Советского Союза. Постоянное стремление к совершенствованию и искренняя любовь к пианизму — важная черта этого музыканта. Игру Башкирова всегда отличал сочный и чистый звук, богатство красок и стремление к адекватному выражению композиторского замысла. Основу его репертуара обычно составляла музыка романтического направления: Шуман, Шопен, Дебюсси, — хотя, впрочем, его репертуар был обширен: он включал в себя композиторов от И. С. Баха до Прокофьева и Шостаковича. Трио Шостаковича памяти И. И. Соллертинского — одна из лучших пластинок, выпущенных с записями Башкирова на фирме «Мелодия», которых было записано им в советское время множество.
С 1989 Дмитрий Александрович снова начал концертировать за рубежом и получил предложения преподавать в Германии, Австрии, Финляндии. Его выбор пал на Испанию, которая по мироощущению напомнила ему родную Грузию, и к тому же в Высшей музыкальной школе им. Королевы Софии («Escuela Superior de Música Reina Sofía») в Мадриде требовалось поднять уровень образования. C 1991 года Башкиров — профессор этой школы, и весьма авторитетный: как член Фонда Исаака Альбениса он добился, чтобы студенты из постсоветского пространства учились и жили в Мадриде бесплатно. Благодаря его протекции в Мадриде работали музыканты, которыми ВУЗ гордится: Захар Брон, Наталия Шаховская. Он проработал в этой школе почти 30 лет, вплоть до своей смерти в 2021 году.
В 1990-е годы Башкиров снова концертировал по всему миру и сделал множество записей: «Карнавал» Шумана и его «Фантастические пьесы» он записал на EMI. Есть также его запись произведений Брамса на «Harmonia Mundi». Выступал с крупнейшими симфоническими оркестрами: Чикагским симфоническим, Оркестром Парижа, Лондонским Королевским и Берлинским филармоническим оркестрами.
Он также регулярно участвовал в жюри фортепианных конкурсов. Постоянно проводил международные мастер-классы в Парижской Национальной консерватории, летней школе «Моцартеум» в Зальцбурге, Академии им. Я.Сибелиуса в Хельсинки, Доме музыки в Санкт-Петербурге, в Латвийской Музыкальной академии им. Я.Витола в Риге. Он был членом жюри Международного конкурса пианистов Сантандер Палома О'Ши в 1995, 1998 и 2002 годах..
С 2012 года прекратил концертную деятельность и занимался только преподаванием.
Дочь Башкирова — Елена — также стала пианисткой; после развода с Гидоном Кремером вышла замуж за Даниэля Баренбойма.
Дмитрий Александрович Башкиров умер 7 марта 2021 года на 90-м году жизни.

## Музыкант и педагог
Исполнял произведения Моцарта, Шумана, Шопена, Скрябина, Дебюсси, называя их эмоционально близкими и дающими пищу для фантазии.
«Единственное, что останется после меня, — это мои ученики», говорил Башкиров, называя свои концерты не духовной пищей для публики, но — «духовной подкормкой»… Старался работать с учениками (Демиденко, Алексеев, Володось) так, чтобы они не копировали учителя, а формировали собственный творческий почерк и не были похожи один на другого. Башкиров старался не показывать на рояле, а объяснять; не руководствоваться тем, что напишут или скажут, а познавать себя и стараться максимально реализовать свои способности: «Я советую не спекулировать на сильных сторонах. Да, сильные стороны бывают настолько сильны, что только на этом можно сделать имя. Но если не подтягивать слабые стороны, то так и останешься односторонним. А в облике артиста должна быть гармония».

## Награды
- Заслуженный артист РСФСР (1968).
- Народный артист РСФСР (1990).
- Орден Чести (2019, Грузия)[18].